# Сицилия (фема)
Фема Сицилия (греч. θέμα Σικελίας, Thema Sikelias) — византийская провинция (фема), существовавшая с конца VII по X в. и включавшая в себя остров Сицилия и Калабрию. После арабского завоевания Сицилии с 902 годы границы фемы ограничивались Калабрией, но её название было неизменным до середины X века.

## История
После отвоевания Сицилии у остготов в ходе Готской войны в 535—536 годах, остров стал византийской провинцией под управлением претора, в то время как её вооружённые силы подчинялись дуксу. Арабские источники упоминают наличие стратега в период между 687 и 695 гг., именно в это время остров, вероятно, превратился в фему.
Фема была основана в главном городе Сицилии Сиракузах и включал в себя не только остров, который был разделен на турманы, но и материковое герцогство Калабрия (греч. δουκᾶτον Καλαυρίας, дукатон Калавриас), которое простиралось примерно до реки Крати. Кроме того, стратеги Сицилии обладали определённой властью над автономными герцогствами Неаполя, Гаэты и Амальфи.
Мусульманское завоевание острова началось в 826 году. После падения Сиракуз в 878 году и завоевания Таормины в 902 году стратеги перебрались в столицу Калабрии Региум. В первой половине X в. византийцы предприняли ряд неудачных экспедиций, чтобы вернуть себе остров, и сохраняли несколько изолированных крепостей возле Мессины до 965 года, когда пал последний византийский форпост Ромета. Должность стратега Сицилии сохранялась в качестве официального титула до середины X века, когда в списках начинает появляться стратег Калабрии.